# Шарлотта Мекленбург-Стрелицкая (1769—1818)
Шарлотта Георгина Луиза Фридерика Мекленбург-Стрелицкая (нем. Charlotte Georgine Luise Friederike von Mecklenburg-Strelitz; 17 ноября 1769, Ганновер — 14 мая 1818, Хильдбургхаузен) — старшая дочь герцога Мекленбург-Стрелица Карла II и принцессы Фридерики Каролины Луизы Гессен-Дармштадтской. Выйдя замуж в 1785 году, Шарлотта получила титул герцогини Саксен-Гильдбурггаузенской.
Вместе с сёстрами королевой Луизой Прусской, королевой Фридерикой Ганноверской и княгиней Терезой Турн-и-Таксис Шарлотта считалась одной из самых красивых женщин своего времени. «Четырём прекрасным и благородным сестрам на троне» посвятил свой роман «Титан» Жан Поль.

## Биография

### Детство и юность
Шарлотта выросла в Ганновере, где её отец, состоявший на службе своего зятя короля Великобритании Георга III, служил губернатором. В 12 лет Шарлотта потеряла мать и вместе со своими сёстрами сначала воспитывалась родной сестрой матери Шарлоттой, на которой их отец женился в 1784 году, и воспитательницей Магдаленой фон Вольцоген. После смерти своей мачехи сёстры Шарлотты оказались на попечении бабушки в Дармштадте, а Шарлотта к этому времени уже переехала в Гильдбурггаузен.

### Герцогиня Саксен-Гильдбурггаузенская
3 сентября 1785 года в Гильдбурггаузене 16-летняя Шарлотта вышла замуж за герцога Фридриха Саксен-Гильдбурггаузенского, правившего до 1787 года при регенте, двоюродном прадеде Иосифе Фридрихе Саксен-Гильдбурггаузенском.

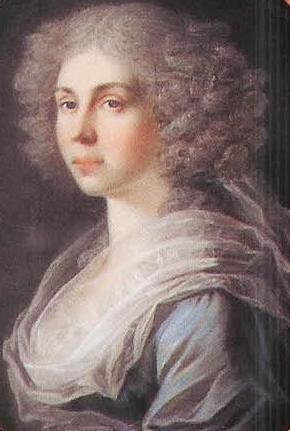
Герцогиня Шарлотта Саксен-Гильдбурггаузенская на пастели Иоганна Филиппа Баха. Ок. 1790

Брак Шарлотты и Фридриха не отличался гармонией, поскольку супруг значительно уступал Шарлотте в духовном развитии и вскоре уже относился к ней с равнодушием. Но сложными для Шарлотты были не только неудавшиеся семейные отношения, но и финансовые условия. До 1806 года страна находилась под принудительным имперским управлением вследствие разрушительной финансовой политики предшественников Фридриха, и ему самому полагалось сокращённое годовое содержание.
Отец Шарлотты, часто бывавший вместе с двумя своими сыновьями в гостях у старшей дочери в Гильдбургхаузене, получил должность президента кредитной комиссии и в 1787 году окончательно переселился в Гильдбургхаузен. В 1792 году в Гильдбургхаузен от наступавшей французской армии бежала с внучками тёща Карла II. О супруге Шарлотты её бабушка высказалась так: « […] из своих обязанностей исправно исполняет лишь супружескую. Шарлотта, никогда не любившая этого человека, постоянно беременна.» Воссоединившая семья прожила в Гильдбургхаузене несколько беззаботных недель. В 1793 году бабушка Шарлотты прервала свою ссылку и выехала во Франкфурт-на-Майне, где её внучка Луиза познакомилась со своим будущим супругом Фридрихом Вильгельмом.
Со стрелицкой семьёй и детьми Шарлотту связывали очень близкие отношения. Вместе со своей сестрой Терезой 9 октября 1806 года Шарлотта присутствовала в штаб-квартире прусского короля в Эрфурте, когда Фридрих Вильгельм объявил войну Наполеону, чему поспособствовала королева Луиза. В 1803 и 1805 годах прусская королевская чета гостила в Гильдбургхаузене, для чего принудительные управляющие дали согласие на обновление интерьеров Гильдбургхаузенского дворца.

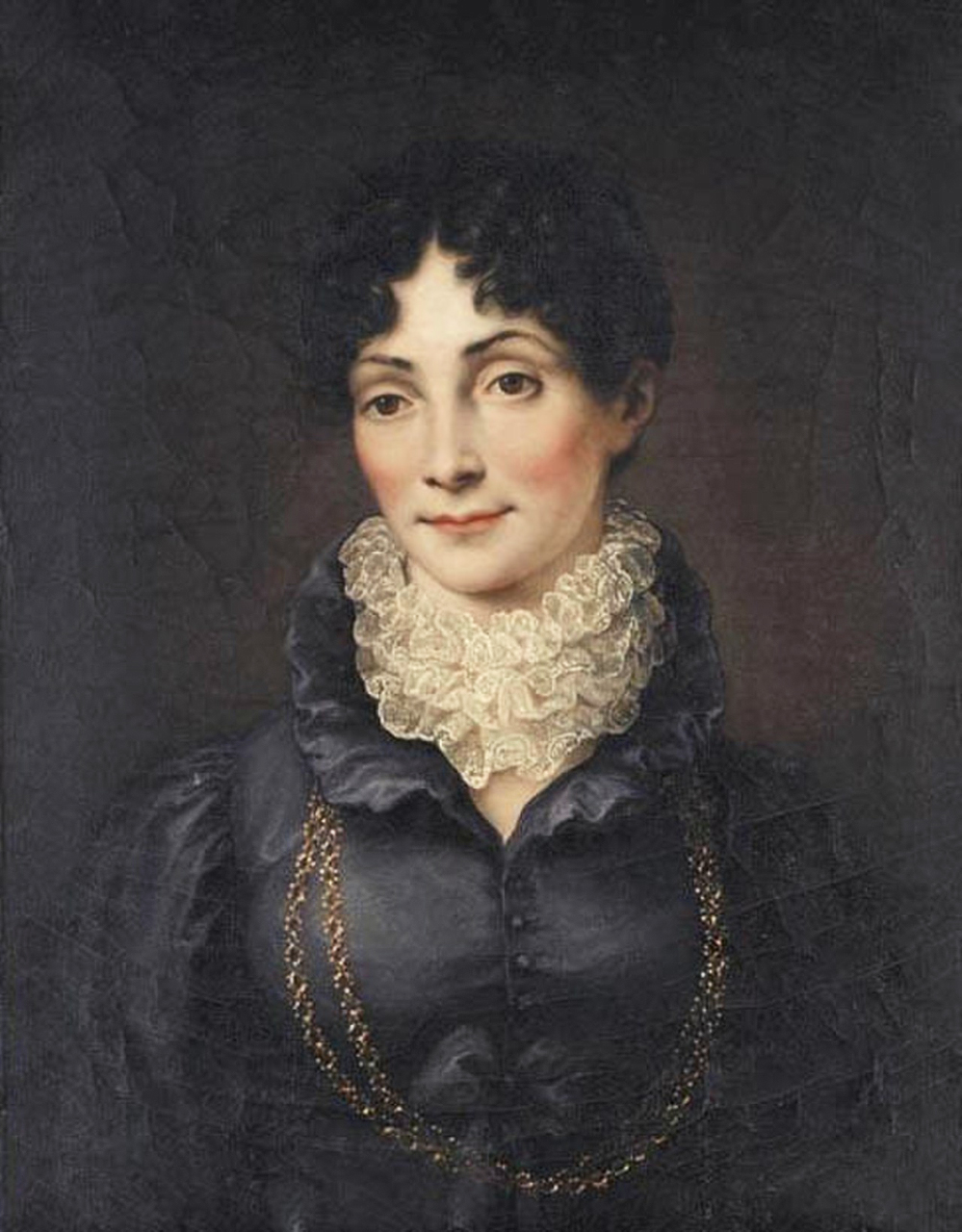
Герцогиня Шарлотта Саксен-Гильдбурггаузенская на картине Генриха Фогеля, ок. 1815

Герцогиня Шарлотта отдавала половину своего годового дохода на помощь бедным, пенсии, на нужды воспитания и обучения. После смерти своей сестры в 1815 году в городском парке Гильдбургхаузена по её поручению был возведён памятник королеве Луизе.
Увлекавшаяся литературой Шарлотта стала ревностно заботилась о развитии духовной жизни в своей резиденции. Она смягчила правила этикета и пригласила ко двору музыкантов, художников и поэтов. Среди них с мая 1799 года находился и писатель Жан Поль. Шарлотта произвела не имевшего дворянских корней Поля в легатские советники, и писатель обручился с одной из её придворных дам, однако позднее помолвка была разорвана.
При герцогине Шарлотте двор превратился в маленький Веймар, об этом напоминает современный девиз города Гильдбургхаузена — «Маленький классик». Многие другие современники Шарлотты отмечали её уникальные вокальные данные, за что она даже получила прозвище Singlotte («Поющая Лотта») и прославилась как одна из величайших певиц своего времени. Шарлотта обучалась вокалу в Ганновере у итальянца Джулиани и позднее лично участвовала в придворных концертах и церковных праздниках. В Страстную неделю она регулярно исполняла в гильдбургхаузенской церкви Христа «Смерть Иисуса» Грауна, и вход в церковь был открыт для всего населения.

## Смерть

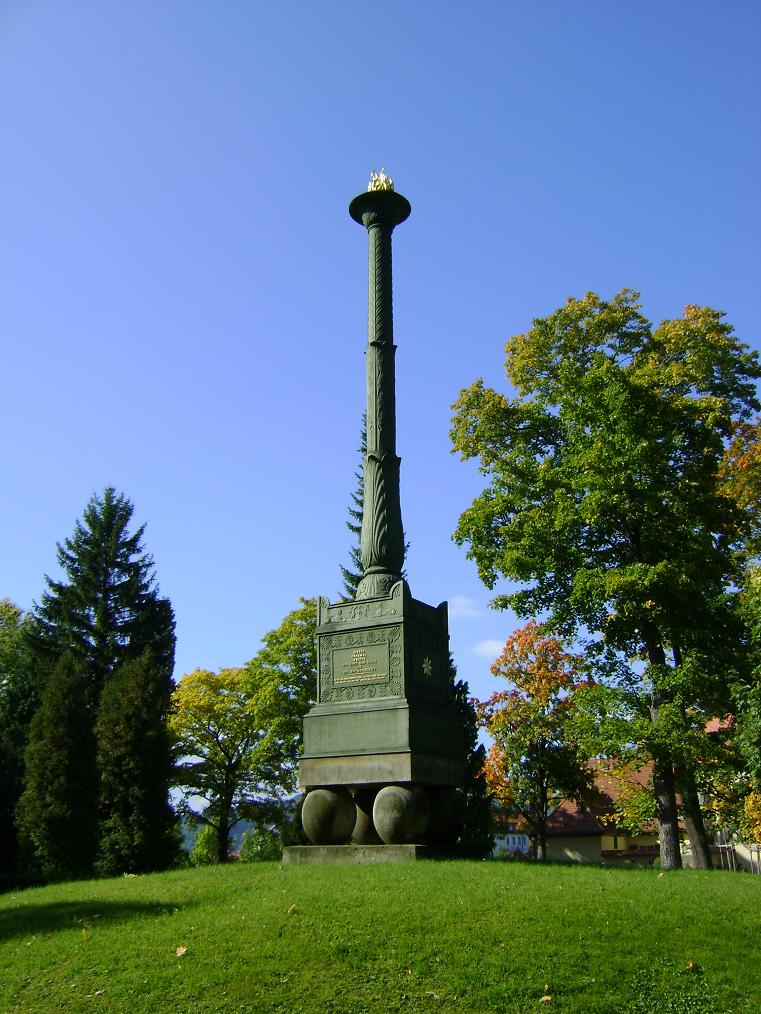
Могила Шарлотты в Гильдбургхаузене

Шарлотта умерла 14 мая 1818 года после продолжительной болезни. Она распорядилась о своём погребении на новом кладбище Бакштайнфельд в Гильдбургхаузене.

## Потомки
У Шарлотты и её мужа родилось 12 детей:
- Фридрих (1786—1786)
- Шарлотта (1787—1847), замужем за принцем Павлом Вюртембергским (1785—1852)
- Августа (1788—1788)
- Иосиф (1789—1868), герцог Саксен-Альтенбургский, женат на герцогине Амалии Вюртембергской (1799—1848)
- Фридерика (1791—1791)
- Тереза (1792—1854), замужем за королём Баварии Людвигом I (1786—1868)
- Луиза (1794—1825), замужем за герцогом Вильгельмом I Нассауским (1792—1839)
- Франц (1795—1800)
- Георг (1796—1853), герцог Саксен-Альтенбургский, женат на герцогине Марии Мекленбург-Шверинской (1803—1862)
- Фридрих (1801—1870)
- Максимилиан (1803—1803)
- Эдуард (1804—1852), женат на принцессе Амалии Гогенцоллерн-Зигмаринген (1815—1841) и позднее на принцессе Луизе Рёйсс цу Грейц (1822—1875)